# 施儒珍
施儒珍（1916年—1970年），是一位出生於新竹香山的左派異議人士。他曾任職於新竹州廳及臺灣省政府農林廳新竹檢驗所，並曾加入三民主義青年團、中國共產黨在臺地下組織等團體。他在臺灣白色恐怖時期遭當局追緝，並於隨後在家人協助下展開長年躲藏生活直至過世；他的這段經歷曾被黨外媒體以「臺灣版的安妮·法蘭克」之名宣傳。

## 生平概略
畢業於臺北州立宜蘭農林學校後，施儒珍在新竹州廳擔任技工，同時，由於受到黃旺成的思想感召，他暗自率領十多位青年謀劃抗日活動並打算前往中國大陸；但是，事跡不久就洩漏出去，他也遭警方逮捕並被處以有期徒刑六年。
在國民政府接收臺灣後，對於臺灣省行政長官公署的腐敗統治逐漸感到不滿。在二二八事件發生期間（1947年3月2日下午2時）遭流彈擊中右腿；當時，他因懼怕就醫遭人發現而自行返家敷以民俗草藥，因此導致右腿終生殘廢。此後，他對國民政府感到澈底絕望；同時，他也開始參與左翼讀書會活動，並企圖謀畫推翻統治當局。此時，施儒珍的妻子因兩人感情不睦離家出走。
施儒珍在臺灣省政府農林廳檢驗局新竹分局任職，1950年與同事詹鴻堦受到共黨吸收，加入由黃樹滋所組織的中國共產黨台灣省工作委員會新竹市工委會，由於省工委書記蔡孝乾落網，陳福星率領省工委殘眾黃樹滋、曾永賢、劉興炎等逃竄到苗栗山區躲藏，1951年政府改剿為撫，陳福星率領四百多人自新，得知黃樹滋自新後，供出曾接觸過的人員名單，導致多人被捕，施儒珍從此展開逃亡生涯；他先是前往舅舅家躲藏三天（舅舅隨後因此被捕並處以有期徒刑三年），後又跑到堂伯家旁洞穴中躲避兩年，最後才在胞弟施儒昌掩護下回到家中，展開躲藏於柴房的隔間牆內的長年生活。
當時，施儒昌在家中隔出一道寬約兩尺的假牆將施儒珍藏匿於其中，在每日送飯時拆除部分磚塊，並在天黑前讓施儒珍出外短暫活動，再以相思樹灰燼混合水泥將牆壁封回。但是，軍警仍不斷前來查緝，更將他的父親和弟弟先後逮捕，弟弟在三天審訓過程兩度企圖自殺未果；父親在遭約談刑求後被釋放，但在返家路途上摔落鐵道並遭行經火車輾斷雙足失血過多致死。後來，他的母親也因飽受驚嚇罹患腦溢血，並在臥病三年後於1962年8月過世。
最後，施儒珍罹患黃疸，但因不敢出外求醫而病逝於家中；隨後，他的弟弟和兒子將他的遺體以門板為棺材草率和著石灰埋葬於家中後院。

## 紀念
- 二二八國家紀念館「施儒珍之牆」[12][13]

## 相關作品

### 電影
- 《牆之魘》（2008年）[14][15]

### 電視

#### 電視電影
- 公視人生劇展《牆》[16][17]

#### 紀錄性節目
- 《風中的哭泣—已故政治犯施儒珍自囚記》（2004年）[2]
- 《施儒珍自囚案》（2007年）[10]